# 배재수
배재수(裵在樹, 1978년 9월 6일~)는 대한민국의 권투 선수이자 지도자이다. 일본 태생의 재일 한국인으로 다케모토 자이키(武本在樹)라는 이름으로 활동했다. 은퇴 이후에는 지도자로 활동하고 있으며 가메다 도모키의 전속 트레이너이다.